# Diyllos
Diyllos, även Diyllus, var en grekisk historieskrivare som var verksam i Aten under första delen av tredje århundradet f.Kr. Han var son till atthidografen (atensk lokalhistoriker) Phanodemus. Han författade en allmän historia i 26 böcker om den grekiska världen inkluderande Sicilien som omfattade tiden mellan 357 f.Kr. och 297 f.Kr. Endast delar av böckerna finns kvar. Hans verk var en källa för Diodorus Siculus och Plutarchos. 